# Zakarya Bergdich
Zakarya Bergdich (arabsky زكرياء برݣديش‎; * 7. ledna 1989, Compiègne, Francie) je fotbalový obránce a reprezentant Maroka, který působí ve španělském klubu Real Valladolid.

## Klubová kariéra
V sezóně 2012/13 skóroval v dresu RC Lens ve čtvrtfinále francouzského fotbalového poháru (Coupe de France) proti Girondins de Bordeaux, nicméně jen korigoval výsledek na konečných 2:3 pro soupeře. Lens po tomto výsledku ze soutěže vypadl.
Do španělského Realu Valladolid přestoupil v červenci 2013 za 750 000 eur z francouzského RC Lens. 24. září 2013 byl vyloučen v ligovém utkání proti Levante (remíza 1:1).

## Reprezentační kariéra

### Maroko
Byl členem marockého týmu U23, který na Letních olympijských hrách 2012 v Londýně obsadil nepostupové třetí místo v základní skupině D. V prvním utkání s Hondurasem (remíza 2:2) byl vyloučen.
Bergdich debutoval v seniorské reprezentaci Maroka 29. února 2012 v přátelském utkání v Marrákeši s Burkinou Faso, které skončilo vítězstvím Maroka 2:0.